# Justine Henin
Justine Henin (n. 1 iunie 1982, Liège) este o fostă jucătoare profesionistă de tenis din Valonia (Belgia), câștigătoare a 7 titluri de Mare Șlem și medaliată cu aur la Olimpiada de la Atena.
Belgianca a ocupat numărul 1 în clasamentul mondial (WTA) și s-a retras din activitate în mai 2008, dar la 22 septembrie 2009 a anunțat că va reveni în concursuri.